# McCreery Dreiband Champion of Champions 2018
Das McCreery Dreiband Champion of Champions 2018 (engl. McCreery 3-Cushion Champion of Champions) war ein Dreiband-Einladungsturnier in dieser Disziplin des Karambolagebillards und fand vom 5. bis 11. August 2018 auf Long Island im Bundesstaat New York in den Vereinigten Staaten von Amerika statt.

## Geschichte
2016 bei den Verhoeven Open in New York kam die erstmals die Meldung an die Öffentlichkeit das ein US-amerikanischer Billard-Mäzen und Milliardär ein Dreibandturnier mit einem hohen Preisgeld ausrichten möchte. Nach einem Zusammentreffen mit dem UMB-Präsidenten Farouk el-Barki am 20. – 22. Januar 2018 wurde beschlossen dieses Turnier offiziell als UMB-Turnier in den Kalender aufzunehmen. Das Turnier soll auf dem Anwesen des Mäzens stattfinden. Dafür baute dieser extra ein Haus in dem drei Billardtische aufgestellt werden können. Die Tische der amerikanischen Billardfirma „Rok Billiards“ werden mit sehr vielen Extras (z. B. Kameras in den Banden) ausgestattet. Es sind auch Kameras im Billardsaal sowie eine extra entwickelte Software geschrieben worden, damit alle Karambolagen aus verschiedenen Perspektiven dargestellt werden können. Zur Erstausgabe werden zunächst keine öffentlichen Zuschauerplätze vergeben, so dass das Turnier nur über Kozoom verfolgt werden kann. Internationale Schiedsrichter sind auch zu diesem Turnier eingeladen worden. Damit wird es ein Turnier auf höchstem Dreiband Niveau.
Der Name des Turniers Champion of Champions wurde gewählt weil 9 Weltmeister und ein 4-facher Juniorenweltmeister am Turnier teilnehmen. Namensgeber des Turnieres ist der Geschäftsmann und wahrscheinliche Erfinder des Dreibands Wayman McCreery (1851–1901) aus St. Louis, Missouri. McCreery war auch ein sehr erfolgreicher Sportler seiner Zeit. Der Zeitpunkt der Erstaustragung ist der 140. Jahrestag des ersten Dreibandturniers im Jahre 1878, also 50 Jahre vor der ersten Weltmeisterschaft im französischen Reims 1928.

## Modus
Gespielt wurde im Round-Robin-Modus (Jeder gegen Jeden) bis 40 Punkte. Nach Abschluss dieser Runde spielten die ersten Vier im KO-System (1 gegen 4 und 2 gegen 3) die Finalteilnehmer aus. Die KO-Spiele wurden bis 50 Punkte gespielt. Wie immer in den USA wurden alle Partien ohne Nachstoß gespielt.

## Gesetzte Spieler und Wildcards
Die ersten sechs Plätze der Weltrangliste (Stand 31. Dezember 2017) waren für das Turnier gesetzt. Dazu kamen sechs Wildcard-Spieler die vom Ausrichter bestimmt werden. Bis auf die Amerikaner sind alle Dreiband-Weltmeister.
Gesetzte Spieler:
1. Frédéric Caudron (3 × Weltmeister)
2. Eddy Merckx (2 × Weltmeister)
3. Dick Jaspers (3 × Weltmeister)
4. Marco Zanetti (2 × Weltmeister)
5. Kim Haeng-jik (4 × Junioren-Weltmeister)
6. Torbjörn Blomdahl (5 × Weltmeister)

Wildcardspieler:
1. Raymond Ceulemans (21 × Weltmeister)
2. Daniel Sánchez (4 × Weltmeister)
3. Choi Sung-won (1 × Weltmeister)
4. Semih Saygıner (1 × Weltmeister)
5. Pedro Piedrabuena (9 × US Meister)
6. Hugo Patiño (3 × US Meister)

## Round-Robin Vorrunde
Sonntag, Dienstag, Donnerstag und Freitag wurden vier Runden, am Montag und Mittwoch nur drei Runden gespielt. Die Zeitangaben beziehen sich auf New Yorker Ortszeit (MESZ -6).

### Spiele Tag 1
| Spiel (Zeit) | Spieler 1         | Erg.         | Spieler 2         |
| ------------ | ----------------- | ------------ | ----------------- |
| 1 (10.00h)   | Frédéric Caudron  | 40:20/18(17) | Raymond Ceulemans |
| 2 (10.00h)   | Kim Haeng-jik     | 40:35/19(18) | Choi Sung-won     |
| 3 (10.00h)   | Dick Jaspers      | 19:40/12     | Pedro Piedrabuena |
| 4 (12.00h)   | Torbjörn Blomdahl | 36:40/25     | Daniel Sánchez    |
| 5 (12.00h)   | Marco Zanetti     | 35:40/29     | Semih Saygıner    |
| 6 (12.00h)   | Eddy Merckx       | 40:28/29(28) | Hugo Patiño       |
| 7 (15.00h)   | Dick Jaspers      | 40:25/24(23) | Kim Haeng-jik     |
| 8 (15.00h)   | Frédéric Caudron  | 40:33/22(21) | Choi Sung-won     |
| 9 (15.00h)   | Pedro Piedrabuena | 31:40/25(26) | Raymond Ceulemans |
| 10 (17.00h)  | Torbjörn Blomdahl | 37:40/30(29) | Semih Saygıner    |
| 11 (17.00h)  | Daniel Sánchez    | 38:40/31     | Hugo Patiño       |
| 12 (17.00h)  | Eddy Merckx       | 40:32/25     | Marco Zanetti     |

| Round-Robin Klassement (Stand nach dem 1. Tag) | Round-Robin Klassement (Stand nach dem 1. Tag) | Round-Robin Klassement (Stand nach dem 1. Tag) | Round-Robin Klassement (Stand nach dem 1. Tag) | Round-Robin Klassement (Stand nach dem 1. Tag) | Round-Robin Klassement (Stand nach dem 1. Tag) | Round-Robin Klassement (Stand nach dem 1. Tag) | Round-Robin Klassement (Stand nach dem 1. Tag) | Round-Robin Klassement (Stand nach dem 1. Tag) | Round-Robin Klassement (Stand nach dem 1. Tag) |
| Platz                                          | Name                                           | Spiele                                         | MP                                             | Pkt.                                           | Aufn.                                          | GD                                             | BED                                            | HS                                             |                                                |
| ---------------------------------------------- | ---------------------------------------------- | ---------------------------------------------- | ---------------------------------------------- | ---------------------------------------------- | ---------------------------------------------- | ---------------------------------------------- | ---------------------------------------------- | ---------------------------------------------- | ---------------------------------------------- |
| 1                                              | Frédéric Caudron                               | 2                                              | 4:0                                            | 80                                             | 20                                             | 2,000                                          | 2,222                                          | 8                                              |                                                |
| 2                                              | Eddy Merckx                                    | 2                                              | 4:0                                            | 80                                             | 54                                             | 1,482                                          | 1,600                                          | 6                                              |                                                |
| 3                                              | Semih Saygıner                                 | 2                                              | 4:0                                            | 80                                             | 59                                             | 1,356                                          | 1,379                                          | 8                                              |                                                |
| 4                                              | Pedro Piedrabuena                              | 2                                              | 2:2                                            | 71                                             | 37                                             | 1,919                                          | 3,333                                          | 9                                              |                                                |
| 5                                              | Dick Jaspers                                   | 2                                              | 2:2                                            | 59                                             | 36                                             | 1,639                                          | 1,667                                          | 7                                              |                                                |
| 6                                              | Kim Haeng-jik                                  | 2                                              | 2:2                                            | 65                                             | 42                                             | 1,548                                          | 2,105                                          | 8                                              |                                                |
| 7                                              | Raymond Ceulemans                              | 2                                              | 2:2                                            | 60                                             | 43                                             | 1,395                                          | 1,538                                          | 7                                              |                                                |
| 8                                              | Daniel Sánchez                                 | 2                                              | 2:2                                            | 78                                             | 56                                             | 1,393                                          | 1,600                                          | 10                                             |                                                |
| 9                                              | Hugo Patiño                                    | 2                                              | 2:2                                            | 68                                             | 59                                             | 1,152                                          | 1,290                                          | 5                                              |                                                |
| 10                                             | Choi Sung-won                                  | 2                                              | 0:4                                            | 68                                             | 39                                             | 1,744                                          | -                                              | 7                                              |                                                |
| 11                                             | Torbjörn Blomdahl                              | 2                                              | 0:4                                            | 73                                             | 54                                             | 1,352                                          | -                                              | 14                                             |                                                |
| 12                                             | Marco Zanetti                                  | 2                                              | 0:4                                            | 67                                             | 54                                             | 1,241                                          | -                                              | 6                                              |                                                |

### Spiele Tag 2
| Spiel (Zeit) | Spieler 1         | Erg.         | Spieler 2         |
| ------------ | ----------------- | ------------ | ----------------- |
| 1 (10.00h)   | Dick Jaspers      | 40:18/19     | Hugo Patiño       |
| 2 (10.00h)   | Frédéric Caudron  | 40:25/19     | Marco Zanetti     |
| 3 (10.00h)   | Torbjörn Blomdahl | 39:40/22     | Pedro Piedrabuena |
| 4 (12.00h)   | Eddy Merckx       | 19/40/(15)16 | Choi Sung-won     |
| 5 (12.00h)   | Kim Haeng-jik     | 40:38/22(21) | Daniel Sánchez    |
| 6 (12.00h)   | Semih Saygıner    | 40:15/11     | Raymond Ceulemans |
| 7 (15.00h)   | Frédéric Caudron  | 29:40/(19)20 | Hugo Patiño       |
| 8 (15.00h)   | Marco Zanetti     | 34:40/30     | Pedro Piedrabuena |
| 9 (15.00h)   | Dick Jaspers      | 40:22/19     | Torbjörn Blomdahl |

| Round-Robin Klassement (Stand nach dem 2. Tag) | Round-Robin Klassement (Stand nach dem 2. Tag) | Round-Robin Klassement (Stand nach dem 2. Tag) | Round-Robin Klassement (Stand nach dem 2. Tag) | Round-Robin Klassement (Stand nach dem 2. Tag) | Round-Robin Klassement (Stand nach dem 2. Tag) | Round-Robin Klassement (Stand nach dem 2. Tag) | Round-Robin Klassement (Stand nach dem 2. Tag) | Round-Robin Klassement (Stand nach dem 2. Tag) | Round-Robin Klassement (Stand nach dem 2. Tag) |
| Platz                                          | Name                                           | Spiele                                         | MP                                             | Pkt.                                           | Aufn.                                          | GD                                             | BED                                            | HS                                             |                                                |
| ---------------------------------------------- | ---------------------------------------------- | ---------------------------------------------- | ---------------------------------------------- | ---------------------------------------------- | ---------------------------------------------- | ---------------------------------------------- | ---------------------------------------------- | ---------------------------------------------- | ---------------------------------------------- |
| 1                                              | Semih Saygıner                                 | 3                                              | 6:0                                            | 120                                            | 70                                             | 1,714                                          | 3,636                                          | 8                                              |                                                |
| 2                                              | Frédéric Caudron                               | 4                                              | 6:2                                            | 149                                            | 78                                             | 1,910                                          | 2,222                                          | 18                                             |                                                |
| 3                                              | Dick Jaspers                                   | 4                                              | 6:2                                            | 139                                            | 74                                             | 1,878                                          | 2,105                                          | 16                                             |                                                |
| 4                                              | Pedro Piedrabuena                              | 4                                              | 6:2                                            | 151                                            | 89                                             | 1,697                                          | 3,333                                          | 9                                              |                                                |
| 5                                              | Kim Haeng-jik                                  | 3                                              | 4:2                                            | 105                                            | 64                                             | 1,641                                          | 2,105                                          | 11                                             |                                                |
| 6                                              | Eddy Merckx                                    | 3                                              | 4:2                                            | 99                                             | 69                                             | 1,435                                          | 1,600                                          | 6                                              |                                                |
| 7                                              | Hugo Patiño                                    | 4                                              | 4:4                                            | 126                                            | 98                                             | 1,286                                          | 2,000                                          | 15                                             |                                                |
| 8                                              | Choi Sung-won                                  | 3                                              | 2:4                                            | 108                                            | 55                                             | 1,964                                          | 2,500                                          | 8                                              |                                                |
| 9                                              | Daniel Sánchez                                 | 3                                              | 2:4                                            | 116                                            | 77                                             | 1,506                                          | 1,600                                          | 10                                             |                                                |
| 10                                             | Raymond Ceulemans                              | 3                                              | 2:4                                            | 75                                             | 54                                             | 1,389                                          | 1,538                                          | 7                                              |                                                |
| 11                                             | Torbjörn Blomdahl                              | 4                                              | 0:8                                            | 134                                            | 95                                             | 1,410                                          | -                                              | 14                                             |                                                |
| 12                                             | Marco Zanetti                                  | 4                                              | 0:8                                            | 126                                            | 103                                            | 1,223                                          | -                                              | 7                                              |                                                |

### Spiele Tag 3
| Spiel (Zeit) | Spieler 1         | Erg.         | Spieler 2         |
| ------------ | ----------------- | ------------ | ----------------- |
| 1 (10.00h)   | Kim Haeng-jik     | 37:40/24     | Semih Saygıner    |
| 2 (10.00h)   | Daniel Sánchez    | 40:31/19     | Choi Sung-won     |
| 3 (10.00h)   | Eddy Merckx       | 40:21/24     | Raymond Ceulemans |
| 4 (12.00h)   | Dick Jaspers      | 33:40/(20)21 | Marco Zanetti     |
| 5 (12.00h)   | Pedro Piedrabuena | 40:39/24     | Hugo Patiño       |
| 6 (12.00h)   | Frédéric Caudron  | 40:38/17(16) | Torbjörn Blomdahl |
| 7 (15.00h)   | Dick Jaspers      | 40:21/27(26) | Raymond Ceulemans |
| 8 (15.00h)   | Frédéric Caudron  | 40:23/13(12) | Kim Haeng-jik     |
| 9 (15.00h)   | Choi Sung-won     | 40:36/30     | Pedro Piedrabuena |
| 10 (17.00h)  | Marco Zanetti     | 40:28/18(17) | Daniel Sánchez    |
| 11 (17.00h)  | Semih Saygıner    | 40:32/17(16) | Hugo Patiño       |
| 12 (17.00h)  | Eddy Merckx       | 29:40/18     | Torbjörn Blomdahl |

| Round-Robin Klassement (Stand nach dem 3. Tag) | Round-Robin Klassement (Stand nach dem 3. Tag) | Round-Robin Klassement (Stand nach dem 3. Tag) | Round-Robin Klassement (Stand nach dem 3. Tag) | Round-Robin Klassement (Stand nach dem 3. Tag) | Round-Robin Klassement (Stand nach dem 3. Tag) | Round-Robin Klassement (Stand nach dem 3. Tag) | Round-Robin Klassement (Stand nach dem 3. Tag) | Round-Robin Klassement (Stand nach dem 3. Tag) | Round-Robin Klassement (Stand nach dem 3. Tag) |
| Platz                                          | Name                                           | Spiele                                         | MP                                             | Pkt.                                           | Aufn.                                          | GD                                             | BED                                            | HS                                             |                                                |
| ---------------------------------------------- | ---------------------------------------------- | ---------------------------------------------- | ---------------------------------------------- | ---------------------------------------------- | ---------------------------------------------- | ---------------------------------------------- | ---------------------------------------------- | ---------------------------------------------- | ---------------------------------------------- |
| 1                                              | Semih Saygıner                                 | 5                                              | 10:0                                           | 200                                            | 111                                            | 1,802                                          | 3,636                                          | 13                                             |                                                |
| 2                                              | Frédéric Caudron                               | 6                                              | 10:2                                           | 229                                            | 108                                            | 2,120                                          | 3,076                                          | 18                                             |                                                |
| 3                                              | Dick Jaspers                                   | 6                                              | 8:4                                            | 212                                            | 121                                            | 1,752                                          | 2,105                                          | 16                                             |                                                |
| 4                                              | Pedro Piedrabuena                              | 6                                              | 8:4                                            | 227                                            | 143                                            | 1,587                                          | 3,333                                          | 9                                              |                                                |
| 5                                              | Eddy Merckx                                    | 5                                              | 6:4                                            | 168                                            | 111                                            | 1,514                                          | 1,667                                          | 8                                              |                                                |
| 6                                              | Choi Sung-won                                  | 5                                              | 4:6                                            | 179                                            | 103                                            | 1,738                                          | 2,500                                          | 12                                             |                                                |
| 7                                              | Kim Haeng-jik                                  | 5                                              | 4:6                                            | 165                                            | 100                                            | 1,650                                          | 2,105                                          | 11                                             |                                                |
| 8                                              | Daniel Sánchez                                 | 5                                              | 4:6                                            | 184                                            | 113                                            | 1,628                                          | 2,105                                          | 12                                             |                                                |
| 9                                              | Marco Zanetti                                  | 6                                              | 4:8                                            | 206                                            | 142                                            | 1,451                                          | 2,222                                          | 12                                             |                                                |
| 10                                             | Hugo Patiño                                    | 6                                              | 4:8                                            | 197                                            | 138                                            | 1,428                                          | 2,000                                          | 15                                             |                                                |
| 11                                             | Raymond Ceulemans                              | 5                                              | 2:8                                            | 117                                            | 104                                            | 1,125                                          | 1,538                                          | 7                                              |                                                |
| 12                                             | Torbjörn Blomdahl                              | 6                                              | 2:10                                           | 212                                            | 129                                            | 1,643                                          | 2,222                                          | 14                                             |                                                |

### Spiele Tag 4
| Spiel (Zeit) | Spieler 1        | Erg.         | Spieler 2         |
| ------------ | ---------------- | ------------ | ----------------- |
| 1 (10.00h)   | Hugo Patiño      | 40:23/26(25) | Raymond Ceulemans |
| 2 (10.00h)   | Kim Haeng-jik    | 40:39/30(29) | Pedro Piedrabuena |
| 3 (10.00h)   | Daniel Sánchez   | 40:15/15     | Semih Saygıner    |
| 4 (12.00h)   | Frédéric Caudron | 37:40/28     | Eddy Merckx       |
| 5 (12.00h)   | Marco Zanetti    | 40:24/27(26) | Torbjörn Blomdahl |
| 6 (12.00h)   | Dick Jaspers     | 40:29/14     | Choi Sung-won     |
| 7 (15.00h)   | Eddy Merckx      | 40:29/20     | Kim Haeng-jik     |
| 8 (15.00h)   | Choi Sung-won    | 40:38/22(21) | Semih Saygıner    |
| 9 (15.00h)   | Daniel Sánchez   | 40:18/16     | Raymond Ceulemans |

| Round-Robin Klassement (Stand nach dem 4. Tag) | Round-Robin Klassement (Stand nach dem 4. Tag) | Round-Robin Klassement (Stand nach dem 4. Tag) | Round-Robin Klassement (Stand nach dem 4. Tag) | Round-Robin Klassement (Stand nach dem 4. Tag) | Round-Robin Klassement (Stand nach dem 4. Tag) | Round-Robin Klassement (Stand nach dem 4. Tag) | Round-Robin Klassement (Stand nach dem 4. Tag) | Round-Robin Klassement (Stand nach dem 4. Tag) | Round-Robin Klassement (Stand nach dem 4. Tag) |
| Platz                                          | Name                                           | Spiele                                         | MP                                             | Pkt.                                           | Aufn.                                          | GD                                             | BED                                            | HS                                             |                                                |
| ---------------------------------------------- | ---------------------------------------------- | ---------------------------------------------- | ---------------------------------------------- | ---------------------------------------------- | ---------------------------------------------- | ---------------------------------------------- | ---------------------------------------------- | ---------------------------------------------- | ---------------------------------------------- |
| 1                                              | Frédéric Caudron                               | 7                                              | 10:4                                           | 266                                            | 135                                            | 1,970                                          | 3,076                                          | 18                                             |                                                |
| 2                                              | Dick Jaspers                                   | 7                                              | 10:4                                           | 252                                            | 135                                            | 1,867                                          | 2,857                                          | 16                                             |                                                |
| 3                                              | Semih Saygıner                                 | 7                                              | 10:4                                           | 253                                            | 147                                            | 1,721                                          | 3,636                                          | 13                                             |                                                |
| 4                                              | Eddy Merckx                                    | 7                                              | 10:4                                           | 248                                            | 158                                            | 1,570                                          | 2,000                                          | 8                                              |                                                |
| 5                                              | Daniel Sánchez                                 | 7                                              | 8:6                                            | 264                                            | 144                                            | 1,833                                          | 2,667                                          | 12                                             |                                                |
| 6                                              | Pedro Piedrabuena                              | 7                                              | 8:6                                            | 266                                            | 172                                            | 1,546                                          | 3,333                                          | 9                                              |                                                |
| 7                                              | Choi Sung-won                                  | 7                                              | 6:8                                            | 248                                            | 139                                            | 1,784                                          | 2,500                                          | 12                                             |                                                |
| 8                                              | Kim Haeng-jik                                  | 7                                              | 6:8                                            | 234                                            | 150                                            | 1,560                                          | 2,105                                          | 11                                             |                                                |
| 9                                              | Marco Zanetti                                  | 7                                              | 6:8                                            | 246                                            | 169                                            | 1,456                                          | 2,222                                          | 12                                             |                                                |
| 10                                             | Hugo Patiño                                    | 7                                              | 6:8                                            | 237                                            | 164                                            | 1,445                                          | 2,000                                          | 15                                             |                                                |
| 11                                             | Torbjörn Blomdahl                              | 7                                              | 2:12                                           | 236                                            | 155                                            | 1,523                                          | 2,222                                          | 14                                             |                                                |
| 12                                             | Raymond Ceulemans                              | 7                                              | 2:12                                           | 158                                            | 145                                            | 1,090                                          | 1,538                                          | 7                                              |                                                |

### Spiele Tag 5
| Spiel (Zeit) | Spieler 1         | Erg.          | Spieler 2         |
| ------------ | ----------------- | ------------- | ----------------- |
| 1 (10.00h)   | Eddy Merckx       | 40:34/21 (20) | Semih Saygıner    |
| 2 (10.00h)   | Frédéric Caudron  | 40:31/21 (20) | Pedro Piedrabuena |
| 3 (10.00h)   | Dick Jaspers      | 40:15/16 (15) | Daniel Sánchez    |
| 4 (12.00h)   | Kim Haeng-jik     | 40:38/18      | Torbjörn Blomdahl |
| 5 (12.00h)   | Marco Zanetti     | 40:35/25 (24) | Hugo Patiño       |
| 6 (12.00h)   | Choi Sung-won     | 40:8/12       | Raymond Ceulemans |
| 7 (15.00h)   | Frédéric Caudron  | 40:19/17 (16) | Daniel Sánchez    |
| 8 (15.00h)   | Eddy Merckx       | 40:31/14 (13) | Pedro Piedrabuena |
| 9 (15.00h)   | Dick Jaspers      | 37:40/21      | Semih Saygıner    |
| 10 (17.00h)  | Kim Haeng-jik     | 40:34/33      | Hugo Patiño       |
| 11 (17.00h)  | Torbjörn Blomdahl | 40:31/38 (37) | Choi Sung-won     |
| 12 (17.00h)  | Marco Zanetti     | 40:34/32 (31) | Raymond Ceulemans |

| Round-Robin Klassement (Stand nach dem 5. Tag) | Round-Robin Klassement (Stand nach dem 5. Tag) | Round-Robin Klassement (Stand nach dem 5. Tag) | Round-Robin Klassement (Stand nach dem 5. Tag) | Round-Robin Klassement (Stand nach dem 5. Tag) | Round-Robin Klassement (Stand nach dem 5. Tag) | Round-Robin Klassement (Stand nach dem 5. Tag) | Round-Robin Klassement (Stand nach dem 5. Tag) | Round-Robin Klassement (Stand nach dem 5. Tag) | Round-Robin Klassement (Stand nach dem 5. Tag) |
| Platz                                          | Name                                           | Spiele                                         | MP                                             | Pkt.                                           | Aufn.                                          | GD                                             | BED                                            | HS                                             |                                                |
| ---------------------------------------------- | ---------------------------------------------- | ---------------------------------------------- | ---------------------------------------------- | ---------------------------------------------- | ---------------------------------------------- | ---------------------------------------------- | ---------------------------------------------- | ---------------------------------------------- | ---------------------------------------------- |
| 1                                              | Frédéric Caudron                               | 9                                              | 14:4                                           | 346                                            | 173                                            | 2,000                                          | 3,076                                          | 18                                             |                                                |
| 2                                              | Eddy Merckx                                    | 9                                              | 14:4                                           | 328                                            | 193                                            | 1,700                                          | 2,857                                          | 19                                             |                                                |
| 3                                              | Dick Jaspers                                   | 9                                              | 12:6                                           | 329                                            | 172                                            | 1,913                                          | 2,857                                          | 16                                             |                                                |
| 4                                              | Semih Saygıner                                 | 9                                              | 12:6                                           | 327                                            | 188                                            | 1,739                                          | 3,636                                          | 13                                             |                                                |
| 5                                              | Kim Haeng-jik                                  | 9                                              | 10:8                                           | 314                                            | 201                                            | 1,562                                          | 2,222                                          | 11                                             |                                                |
| 6                                              | Marco Zanetti                                  | 9                                              | 10:8                                           | 326                                            | 226                                            | 1,442                                          | 2,222                                          | 12                                             |                                                |
| 7                                              | Daniel Sánchez                                 | 9                                              | 8:10                                           | 298                                            | 175                                            | 1,703                                          | 2,667                                          | 12                                             |                                                |
| 8                                              | Choi Sung-won                                  | 9                                              | 8:10                                           | 319                                            | 188                                            | 1,697                                          | 2,500                                          | 12                                             |                                                |
| 9                                              | Pedro Piedrabuena                              | 9                                              | 8:10                                           | 328                                            | 205                                            | 1,600                                          | 3,333                                          | 11                                             |                                                |
| 10                                             | Hugo Patiño                                    | 9                                              | 6:12                                           | 306                                            | 221                                            | 1,385                                          | 2,000                                          | 15                                             |                                                |
| 11                                             | Torbjörn Blomdahl                              | 9                                              | 4:14                                           | 314                                            | 211                                            | 1,488                                          | 2,222                                          | 14                                             |                                                |
| 12                                             | Raymond Ceulemans                              | 9                                              | 2:16                                           | 200                                            | 188                                            | 1,064                                          | 1,538                                          | 7                                              |                                                |

### Spiele Tag 6
| Spiel (Zeit) | Spieler 1         | Erg.          | Spieler 2         |
| ------------ | ----------------- | ------------- | ----------------- |
| 1 (10.00h)   | Torbjörn Blomdahl | 40:26/23 (22) | Hugo Patiño       |
| 2 (10.00h)   | Frédéric Caudron  | 26:40/19 (20) | Semih Saygıner    |
| 3 (10.00h)   | Kim Haeng-jik     | 40:10/10      | Raymond Ceulemans |
| 4 (12.00h)   | Marco Zanetti     | 40:35/20      | Choi Sung-won     |
| 5 (12.00h)   | Eddy Merckx       | 28:40/20 (21) | Dick Jaspers      |
| 6 (12.00h)   | Daniel Sánchez    | 36:40/28      | Pedro Piedrabuena |
| 7 (15.00h)   | Eddy Merckx       | 22:40/12 (13) | Daniel Sánchez    |
| 8 (15.00h)   | Semih Saygıner    | 40:31/25      | Pedro Piedrabuena |
| 9 (15.00h)   | Torbjörn Blomdahl | 40:32/28-27   | Raymond Ceulemans |
| 10 (17.00h)  | Choi Sung-won     | 40:23/16 (15) | Hugo Patiño       |
| 11 (17.00h)  | Frédéric Caudron  | 31:40/20      | Dick Jaspers      |
| 12 (17.00h)  | Marco Zanetti     | 40:32/20      | Kim Haeng-jik     |

| Round-Robin Endklassement Vorrunde | Round-Robin Endklassement Vorrunde | Round-Robin Endklassement Vorrunde | Round-Robin Endklassement Vorrunde | Round-Robin Endklassement Vorrunde | Round-Robin Endklassement Vorrunde | Round-Robin Endklassement Vorrunde | Round-Robin Endklassement Vorrunde | Round-Robin Endklassement Vorrunde | Round-Robin Endklassement Vorrunde |
| Platz                              | Name                               | Spiele                             | MP                                 | Pkt.                               | Aufn.                              | GD                                 | BED                                | HS                                 |                                    |
| ---------------------------------- | ---------------------------------- | ---------------------------------- | ---------------------------------- | ---------------------------------- | ---------------------------------- | ---------------------------------- | ---------------------------------- | ---------------------------------- | ---------------------------------- |
| 1                                  | Dick Jaspers                       | 11                                 | 16:6                               | 409                                | 213                                | 1,920                              | 2,857                              | 16                                 |                                    |
| 2                                  | Semih Saygıner                     | 11                                 | 16:6                               | 407                                | 233                                | 1,747                              | 3,636                              | 13                                 |                                    |
| 3                                  | Frédéric Caudron                   | 11                                 | 14:8                               | 403                                | 212                                | 1,901                              | 3,077                              | 18                                 |                                    |
| 4                                  | Eddy Merckx                        | 11                                 | 14:8                               | 378                                | 225                                | 1,680                              | 2,857                              | 19                                 |                                    |
| 5                                  | Marco Zanetti                      | 11                                 | 14:8                               | 406                                | 266                                | 1,526                              | 2,222                              | 12                                 |                                    |
| 6                                  | Kim Haeng-jik                      | 11                                 | 12:10                              | 386                                | 231                                | 1,671                              | 4,000                              | 13                                 |                                    |
| 7                                  | Choi Sung-won                      | 11                                 | 10:12                              | 394                                | 224                                | 1,759                              | 2,500                              | 12                                 |                                    |
| 8                                  | Daniel Sánchez                     | 11                                 | 10:12                              | 374                                | 216                                | 1,732                              | 3,077                              | 12                                 |                                    |
| 9                                  | Pedro Piedrabuena                  | 11                                 | 10:12                              | 399                                | 258                                | 1,546                              | 3,333                              | 11                                 |                                    |
| 10                                 | Torbjörn Blomdahl                  | 11                                 | 8:14                               | 394                                | 262                                | 1,504                              | 2,222                              | 14                                 |                                    |
| 11                                 | Hugo Patiño                        | 11                                 | 6:16                               | 355                                | 258                                | 1,376                              | 2,000                              | 15                                 |                                    |
| 12                                 | Raymond Ceulemans                  | 11                                 | 2:20                               | 242                                | 225                                | 1,076                              | 1,538                              | 7                                  |                                    |

## Finalrunde
Die Halbfinalspiele wurden nacheinander im McCreery Room gespielt. Die Zeitangaben beziehen sich auf New Yorker Ortszeit (MESZ -6).

### Platz 1–4
|  | Halbfinale 50 Punkte | Halbfinale 50 Punkte | Halbfinale 50 Punkte | Halbfinale 50 Punkte | Halbfinale 50 Punkte | Halbfinale 50 Punkte |                   |    | Finale 50 Punkte | Finale 50 Punkte | Finale 50 Punkte | Finale 50 Punkte | Finale 50 Punkte | Finale 50 Punkte |
|  |                      |                      |                      |                      |                      |                      |                   |    |                  |                  |                  |                  |                  |                  |
|  | 11.8.2018; 10:00h    | MP                   | Pkt.                 | Aufn.                | ED                   | HS                   |                   |    |                  |                  |                  |                  |                  |                  |
|  | 11.8.2018; 10:00h    | MP                   | Pkt.                 | Aufn.                | ED                   | HS                   |                   |    |                  |                  |                  |                  |                  |                  |
|  | Dick Jaspers         | 0                    | 28                   | 21                   | 1,333                | 6                    |                   |    |                  |                  |                  |                  |                  |                  |
|  | Dick Jaspers         | 0                    | 28                   | 21                   | 1,333                | 6                    | 11.8.2018; 16:30h | MP | Pkt.             | Aufn.            | ED               | HS               |                  |                  |
|  | Eddy Merckx          | 2                    | 50                   | 22                   | 2,273                | 12                   | 11.8.2018; 16:30h | MP | Pkt.             | Aufn.            | ED               | HS               |                  |                  |
|  | Eddy Merckx          | 2                    | 50                   | 22                   | 2,273                | 12                   | Eddy Merckx       | 0  | 35               | 22               | 1,591            | 6                |                  |                  |
|  | 11.8.2018; 12:30h    | MP                   | Pkt.                 | Aufn.                | ED                   | HS                   | Eddy Merckx       | 0  | 35               | 22               | 1,591            | 6                |                  |                  |
|  | 11.8.2018; 12:30h    | MP                   | Pkt.                 | Aufn.                | ED                   | HS                   |                   |    | Frédéric Caudron | 2                | 50               | 23               | 2,174            | 9                |
|  | Frédéric Caudron     | 2                    | 50                   | 19                   | 2,632                | 10                   |                   |    | Frédéric Caudron | 2                | 50               | 23               | 2,174            | 9                |
|  | Frédéric Caudron     | 2                    | 50                   | 19                   | 2,632                | 10                   |                   |    |                  |                  |                  |                  |                  |                  |
|  | Semih Saygıner       | 0                    | 24                   | 18                   | 1,333                | 6                    |                   |    |                  |                  |                  |                  |                  |                  |
|  | Semih Saygıner       | 0                    | 24                   | 18                   | 1,333                | 6                    |                   |    |                  |                  |                  |                  |                  |                  |

### Abschlusstabelle und Preisgelder
| MP    | Match Punkte (Sieger = 2; Unentschieden = 1; Verlierer = 0) |
| SV    | Satzverhältnis (nur bei Turnieren im Satzsystem)            |
| Pkte. | Erzielte Karambolagen                                       |
| Aufn. | benötigte Aufnahmen                                         |
| GD    | Generaldurchschnitt                                         |
| MGD   | Mannschafts-Generaldurchschnitt                             |
| BED   | Bester Einzeldurchschnitt eines Spielers                    |
| BEMD  | Bester Einzeldurchschnitt einer Mannschaft                  |
| BSD   | Bester Satzdurchschnitt eines Spielers                      |
| HS    | Höchstserie                                                 |
| WRP   | Weltranglistenpunkte                                        |

| Endklassement                        | Endklassement     | Endklassement | Endklassement | Endklassement | Endklassement | Endklassement | Endklassement | Endklassement | Endklassement |
| Platz                                | Name              | Spiele        | MP            | Pkt.          | Aufn.         | GD            | BED           | HS            |               |
| ------------------------------------ | ----------------- | ------------- | ------------- | ------------- | ------------- | ------------- | ------------- | ------------- | ------------- |
| 1                                    | Frédéric Caudron  | 13            | 18:8          | 503           | 254           | 1,980         | 3,077         | 18            |               |
| 2                                    | Eddy Merckx       | 13            | 16:10         | 463           | 269           | 1,721         | 2,857         | 19            |               |
| 3                                    | Dick Jaspers      | 12            | 16:8          | 437           | 234           | 1,868         | 2,857         | 16            |               |
| 4                                    | Semih Saygıner    | 12            | 16:8          | 431           | 251           | 1,717         | 3,636         | 13            |               |
| 5                                    | Marco Zanetti     | 11            | 14:8          | 406           | 266           | 1,526         | 2,222         | 12            |               |
| 6                                    | Kim Haeng-jik     | 11            | 12:10         | 386           | 231           | 1,671         | 4,000         | 13            |               |
| 7                                    | Choi Sung-won     | 11            | 10:12         | 394           | 224           | 1,759         | 2,500         | 12            |               |
| 8                                    | Daniel Sánchez    | 11            | 10:12         | 374           | 216           | 1,732         | 3,077         | 12            |               |
| 9                                    | Pedro Piedrabuena | 11            | 10:12         | 399           | 258           | 1,546         | 3,333         | 11            |               |
| 10                                   | Torbjörn Blomdahl | 11            | 8:14          | 394           | 262           | 1,504         | 2,222         | 14            |               |
| 11                                   | Hugo Patiño       | 11            | 6:16          | 355           | 258           | 1,376         | 2,000         | 15            |               |
| 12                                   | Raymond Ceulemans | 11            | 2:20          | 242           | 225           | 1,076         | 1,538         | 7             |               |
| Turnierdurchschnitt: 4784:2948=1,622 |                   |               |               |               |               |               |               |               |               |

| Preisgelder    | Preisgelder     |
| Platz          | Preisgeld $     |
| -------------- | --------------- |
| 1              | 150.000 + 5.000 |
| 2              | 95.000 + 5.000  |
| 3              | 70.000          |
| 4              | 60.000          |
| 5              | 45.000          |
| 6              | 40.000 + 5.000  |
| 7              | 35.000          |
| 8              | 30.000          |
| 9              | 26.000          |
| 10             | 23.000          |
| 11             | 19.000          |
| 12             | 15.000          |
| GD,BED & HS je | 5.000           |
| Gesamt         | 623.000         |

|}